# Wikstroemia nutans
Wikstroemia nutans är en tibastväxtart som beskrevs av John George Champion och George Bentham. Wikstroemia nutans ingår i släktet Wikstroemia och familjen tibastväxter. Utöver nominatformen finns också underarten W. n. brevior.